# Berending (Kultstätte)
Berending, oder genauer das Heilige Krokodilbecken von Berending, ist eine Kultstätte im westafrikanischen Staat Gambia und liegt bei dem Ort Berending in der North Bank Region, Distrikt Lower Niumi.

## Mythos
Ein Tier mit mythologischer Bedeutung in Gambia ist das Krokodil. Es dient als heiliges Tier und Fruchtbarkeitssymbol. So sehen die Westafrikaner zum Beispiel im Vollmond nicht den Mann im Mond, sondern – in der Mandinka-Sprache Bambo genannt – ein Krokodil. In den Dalasi-Banknoten ist dieses Tier als Wasserzeichen eingearbeitet. Auch gibt es ein Sprichwort, in dem es heißt:
Erblickst du im Fluss ein weißes Krokodil, kriegst du Kinder viel.

## Das Becken von Berending
Südlich des Ortes, der ungefähr zehn Kilometer östlich von Barra liegt, führt ein 400 Meter langer Weg weg von der Hauptstraße zu dem Teich. Dieser ungefähr 30 Meter im Durchmesser große Teich ist mit Seerosen bewachsen. Während der Trockenzeit ist der Wasserstand niedrig, zur Regenzeit kommen die Menschen an dieser Kultstätte. Sie glauben, dass das Wasser ihnen Glück und Gesundheit bringt.

## Tourismus
Es gibt in Gambia drei bekannte heilige Krokodilbecken, die unter anderem für den Tourismus betrieben werden. Das meistbesuchte ist das Heilige Krokodilbecken von Kachikally. Neben der Anlage von Berending gibt es noch eine bei Allahein. Die Kultstätte hat sich zu einem Erlebnis für die Touristen entwickelt, sie dürfen – sofern sie mutig sind – die Krokodile berühren. Dieses Berühren soll Glück bringen.